# Coptis trifolia
Espèce
Coptis trifolia, la coptide trifoliée, aussi communément appelée racine jaune ou savoyane, ou encore coptide du Groenland (d'après son synonyme Coptis groenlandica), est une espèce de plantes à fleurs de la famille des Renonculacées. C'est une plante herbacée originaire du Nord de l'Amérique du Nord, du Groenland et du nord de l'Asie orientale.

## Description
C'est une plante herbacée vivace.
Ses feuilles d'un vert foncé et luisantes, divisées en trois lobes rappellent celles du fraisier ou du trèfle. La fleur solitaire est composée de 5 à 7 sépales blancs et est portée sur une longue queue fine. Le fruit est une ombelle de fuseaux terminés par un crochet.
La plante affectionne les bois frais et humides des forêts de conifères ou les tourbières. Elle pousse souvent sur un lit de mousse.
Sa particularité, outre le fait que ses feuilles restent vertes tout l'hiver, sont ses racines dorées. Celles-ci apparaissent de façon distinctive dès que l'on creuse un peu avec la main.
La racine de la coptide trifoliée offre un large spectre antimicrobien et antibiotique naturel.

## Utilisation
La coptide est connue au Québec sous le nom de savoyane, abréviation de tisavoyane, graphie phonétique d'un mot micmac signifiant teinture pour les peaux. Pour les Waban Aki, son nom, wizôwijapkwasek, signifie racines jaunes. Les autochtones de différentes nations se servaient de la plante pour teindre le cuir, les plumes et les piquants de porc-épic. 
La coptide a connu et connaît encore la célébrité comme antiscorbutique, stomachique, tonique et antiseptique. On l'utilise beaucoup, par la mastication d'un petit paquet de ses racines filiformes, pour lutter contre les aphtes de la bouche.

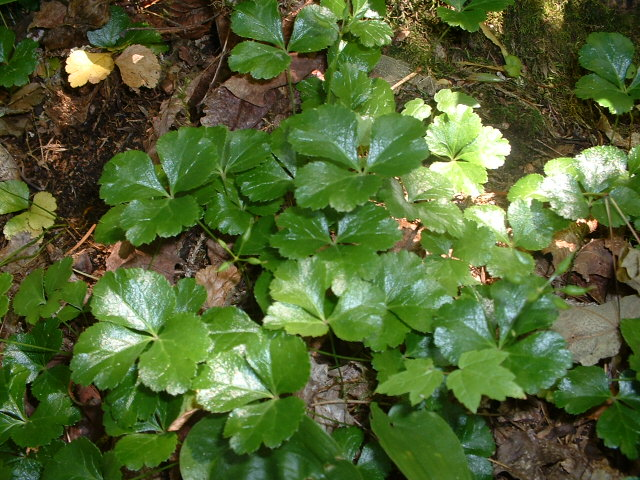
Feuilles de Coptis trifolia, dans l'Ontario, au Canada.